# 70. sydlige breddekreds
Den 70. sydlige breddekreds (eller 70 grader sydlig bredde) er en breddekreds, der ligger 70 grader syd for ækvator. Den løber gennem Sydlige Ishav og Antarktis.